# Psychotria ibitipocae
Psychotria ibitipocae är en måreväxtart som beskrevs av Paul Carpenter Standley. Psychotria ibitipocae ingår i släktet Psychotria och familjen måreväxter. Inga underarter finns listade i Catalogue of Life.